# On-line med forfædrene
|  | Denne artikel er oprettet af botten PalnaBot ud fra en ekstern database. Den kan derfor have sproglige fejl eller mangler. Denne skabelon kan fjernes efter kontrol af indholdet. |

On-line med forfædrene er en dokumentarfilm instrueret af Prudence Uriri, Helle Toft Jensen efter manuskript af Helle Toft Jensen.

## Handling
Tror du på Gud eller forfædrenes ånder? Vil du gå med til at betale brudepris - i mobiltelefoner eller penge? Skal du følge dit hjerte eller gøre som din familie forventer? Det er nogle af de spørgsmål, filmens to hovedpersoner er optaget af på deres rejse gennem det traditionelle og moderne Afrika. Jimmy og Busi er på research for musik- og teatergruppen Savannah Arts. De møder høvdinge, healere og bøsser, et spirituelt medie og en drømmetyder. De besøger Busis bedstefar på landet og er med til en ceremoni for de døde. De må se deres forfædre i øjnene for at finde deres ståsted i en modsætningsfyldt virkelighed.